# ヴァフタン・カヒッゼ
ヴァフタン・カヒッゼ（グルジア語:ვახტანგ კახიძე, ラテン文字転写例:Vachtang Kakhidze, 1959年3月23日 - ）は、旧ソ連グルジア出身の作曲家、指揮者。
トビリシの生まれ。6歳からピアノを始め、モスクワ音楽院に進学して合唱指揮を学んだあと、ニコライ・シデルニコフに作曲、エディソン・デニソフに管弦楽法を学んだ。1988年からは父ジャンスクに指揮法を学び、1989年にトビリシ国立歌劇場で自作のバレエ音楽《アマゾン》を指揮してデビューを飾った。1993年から の指揮者陣に加わり、父が死去後はトビリシ交響楽団の首席指揮者の任を引き継ぎ、父の名前を冠した芸術センターの芸術監督となった。2018年にはトビリシから名誉市民の称号を贈られた